# Markus Groß
Markus Groß (22 de diciembre de 1974) es un deportista alemán que compitió en tiro con arco, en la modalidad de arco compuesto. Ganó una medalla de plata en el Campeonato Europeo de Tiro con Arco en Sala de 1996, en la prueba individual.

## Palmarés internacional
| Campeonato Europeo en Sala | Campeonato Europeo en Sala | Campeonato Europeo en Sala | Campeonato Europeo en Sala |
| Año                        | Lugar                      | Medalla                    | Prueba                     |
| -------------------------- | -------------------------- | -------------------------- | -------------------------- |
| 1996                       | Mol (Bélgica)              | Medalla de plata           | Individual                 |